# Charles Frederick Wells
Charles Frederick Wells (* 4. Mai 1937 in Atlanta, Georgia; † 17. Juni 2017) war ein US-amerikanischer Mathematiker, der sich mit Kategorientheorie befasste.
Wells studierte Mathematik am Oberlin College mit dem Bachelor-Abschluss 1962 und wurde 1965 bei Leonard Carlitz promoviert (Permutation polynomials over finite fields).  1965 wurde er Assistant Professor an der Case Western Reserve University, an der er Associate Professor und 1980 Professor wurde.
Er befasste sich mit Algebra (endliche Körper, Gruppentheorie) und Kategorientheorie, insbesondere Topos-Theorie, worüber er ein Standardwerk mit Michael Barr verfasste.
Er war 1975/76 und 1983 Gastwissenschaftler an der ETH Zürich und 1990 in Oxford (Computing Lab).

## Schriften
- mit Michael Barr: Toposes, Triples and Theories, Grundlehren der mathematischen Wissenschaften 278, Springer-Verlag 1985
- mit Michael Barr: Category Theory for Computing Science, Prentice Hall 1990
- A Handbook of Mathematical Discourse, Infinity Publishing, 2003